# スチュワート・バターフィールド
ダニエル・スチュワート・バターフィールド（Daniel Stewart Butterfield、1973年3月21日 - ）は、カナダ出身の実業家である。写真共有サイトFlickrやチームメッセージングアプリSlackを共同で立ち上げたことで最もよく知られている。

## 若年期と教育
1973年にブリティッシュコロンビア州ランドでデビッド・バターフィールドとノーマの間に生まれた。出生時の名前はダルマ・ジェレミー・バターフィールド(Dharma Jeremy Butterfield)だった。父親はベトナム戦争の徴兵を避けるためにアメリカから逃亡し、一家はカナダの辺境のコミューンに住んでいた。彼は5歳まで水道も電気もない丸太小屋で育ったが、5歳の時に一家はビクトリアに移り住んだ。子供の頃に独学で暗号を学び、12歳の時にスチュワートに改名した。
ビクトリアのセント・マイケルズ大学付属学校で教育を受け、大学のウェブサイトのデザインをして学費を稼いでいた。1996年にビクトリア大学で学士号を取得し、1998年にケンブリッジ大学クレア・カレッジで修士号を取得した。

## キャリア
2000年、友人と協力してGradfinder.comというスタートアップ企業を設立した。Gradfinder.comが買収された後、彼はフリーランスのウェブデザイナーとして働いた。彼は、5キロバイト以下でウェブサイトをデザインする大会「5Kコンペティション」を開催した。

### ルディコープ社とFlickr
2002年夏、彼はバンクーバーでカテリーナ・フェイク、ジェイソン・クラストンと共にルディコープ(Ludicorp)を共同設立した。ルディコープ社は当初、Game NeverendingというMMORPGを開発した。このゲームの発売に失敗した後、同社はFlickrという写真共有サイトを開始した。2005年3月、ルディコープ社はYahoo!社に買収され、バターフィールドは2008年7月12日にYahoo!社を退社するまでFlickrのゼネラルマネージャーを務めた。

### タイニースペック社
2009年、バターフィールドはタイニースペック(Tiny Speck)という新会社を共同設立した。タイニースペックは2011年9月27日に最初のプロジェクトである多人数参加型ゲーム『Glitch』を開始した。その後Glitchは、プレイヤーを十分に集めることができずに閉鎖された。ゲームの世界は2012年12月9日に閉鎖されたが、ウェブサイトはオンラインのままだった。2013年1月には、ゲーム内のアートをクリエイティブ・コモンズライセンスで公開することを発表した。2014年12月9日、『Glitch』を『Eleven』という名前で再始動させるためのファンプロジェクトがアルファテストを開始した。

### Slack
2013年8月、バターフィールドは『Glitch』の制作中にタイニースペック社が構築したインスタントメッセージベースのチームコミュニケーションツール・Slackのリリースを発表した。2014年2月の公開後、このツールは毎週5～10%のペースで成長し、8月第1週には毎日12万人以上のユーザーが登録された。2014年初頭には、Slackの最初の6ヶ月間の利用期間のデータでは、広告なしで1万6000人近くのユーザーが登録されていた。
2014年、バターフィールドは、下半期中にSlackの社員の採用を開始するために、サンフランシスコにオフィスを確保した。2014年8月にタイニースペック社はスラック・テクノロジーズに改称した。
2015年12月時点で、スラック社は3億4000万ドルのベンチャーキャピタルを調達し、1日のアクティブユーザー数は200万人を超え、そのうち57万人が有料ユーザーとなっていた。
スラック社は『Inc.』誌の2015年のカンパニー・オブ・ザ・イヤーに選ばれた。
2019年6月にはスラック社の株式を公開し、初値38.50ドルをつけ、時価総額は214億ドルとなった。

## 賞と栄誉
2005年、バターフィールドは『ビジネスウィーク』誌のトップ50リーダーの1人に起業家部門で選出された。また同年、MITが発行する『MIT Technology Review』で、35歳以下の世界のイノベーターのトップ35人（TR35）の1人に選ばれた。2006年には、『タイム』誌が選定した世界で最も影響力のある100人のリスト「タイム100」に選出され、『ニューズウィーク』誌の表紙にも登場した。
2015年には『ウォール・ストリート・ジャーナル』のテクノロジー・イノベーターに選ばれ、『TechCrunch』の「Founder of the Year Crunchie」を受賞し、Vanity Fairの「New Establishment」、Advertising Ageの「Creative 50」、Detailsの「Digital Mavericks」に掲載された。
2017年5月には、LinkedInの共同創業者であるリード・ギャレット・ホフマンによるポッドキャストシリーズ「Masters of Scale」に、マーク・ザッカーバーグ、ジョン・エルカーン、ブライアン・チェスキーなどの成功したビジネスパーソンとともに取り上げられた。その中で彼は、Slackが採用したスケーリング戦略について語っている。

## 私生活
バターフィールドは2001年にFlickrの共同創業者であるカテリーナ・フェイクと結婚したが、2007年に離婚した。2人の間には、2007年に生まれた娘が1人いる。
2019年5月にはAway Luggageの共同創業者であるジェニファー・ルビオと婚約した。